# Parhomenkove, Volodîmîr-Volînskîi
Parhomenkove (în ucraineană Пархоменкове) este un sat în orașul raional Ustîluh din raionul Volodîmîr-Volînskîi, regiunea Volînia, Ucraina.

## Demografie
Componența lingvistică a localității Parhomenkove
     Ucraineană (98,33%)
     Rusă (1,67%)
Conform recensământului din 2001, majoritatea populației localității Parhomenkove era vorbitoare de ucraineană (98,33%), existând în minoritate și vorbitori de rusă (1,67%).